# Ivančani
Ivančani – wieś w Chorwacji, w żupanii zagrzebskiej, w gminie Farkaševac. W 2011 roku liczyła 195 mieszkańców.